# مانويل كامبوس
مانويل كامبوس (بالإسبانية: Manuel Campos)‏ هو لاعب كرة قاعدة بنمي، ولد في 12 يناير 1990.